# Pan et les Nymphes
Pan et les Nymphes est une fresque antique trouvée dans la maison de Jason à Pompéi et conservée au musée archéologique national de Naples.

## Histoire et description
Peinte entre 20 et 25, la fresque décorait l'œcus de la maison de Jason, avec deux autres fresques, Europe sur le taureau et Héraclès et Nessus, toutes détachées de leur position originale pour obtenir de petites peintures.
La fresque a pour thème un concert de Pan avec les nymphes. Au centre de la scène se trouve Pan, avec ses oreilles de bouc et deux cornes sur la tête, légèrement tourné vers la gauche, assis sur un rocher et tenant un pedum (bâton de berger) dans la main gauche et une syrinx dans la main droite. À gauche, deux nymphes, écoutant la divinité : l'une, le dos tourné, est assise sur un siège de pierre, tenant deux flûtes à la main, tandis que l'autre est debout ; à leurs pieds se trouve une chèvre, animal symbole de Pan gardien des troupeaux. À droite, une autre nymphe, de profil, joue de la cithare : dans l'ensemble, tous les personnages semblent apparaître comme des figures à part entière. Le fond est composé, de gauche à droite, d'un bâtiment blanc, d'un arbre sur un rocher et d'un pin, sacré pour Pan, qui émerge d'un enclos.